# پیش‌تقویت‌کننده میکروفون

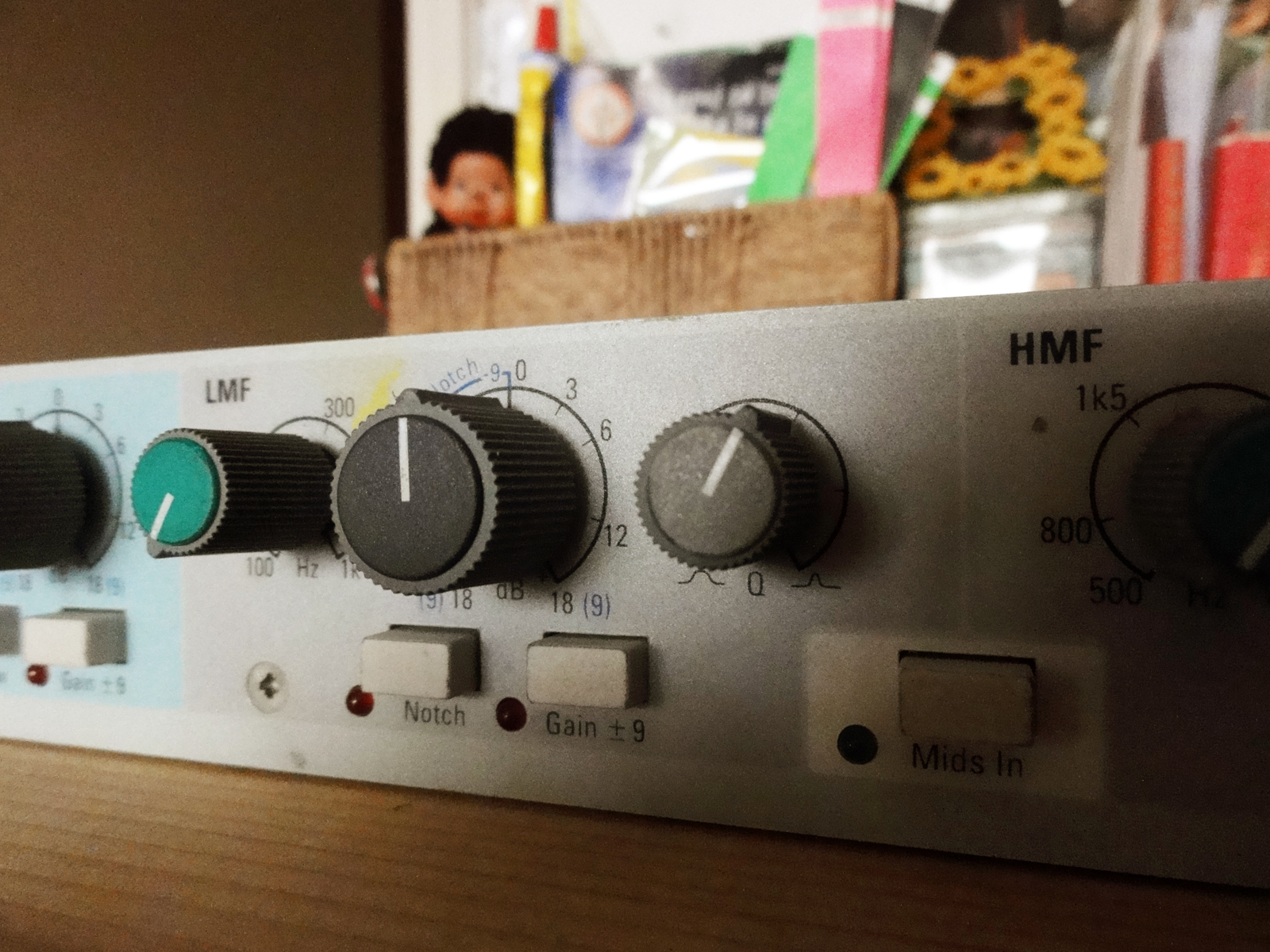
آمپلی فایر میکروفون دوگانه / اکولایزر AMEK System 9098

اصطلاح پیش‌تقویت‌کننده میکروفون (به انگلیسی: microphone preamplifier) می‌تواند به مدارهای الکترونیکی درون یک میکروفون یا به دستگاه یا مدار جداگانه‌ای که میکروفون به آن متصل است اشاره کند. در هر دو مورد، هدف از پیش‌تقویت‌کننده میکروفون یکسان است.
پیش‌تقویت‌کننده میکروفون یک دستگاه مهندسی صوت است که سیگنال میکروفون را برای پردازش توسط تجهیزات دیگر آماده می‌کند. سیگنال‌های میکروفون اغلب ضعیف‌تر از آن هستند که به واحدهایی مانند میزفرمان‌های صداآمیزی و دستگاه‌های ضبط با کیفیت مناسب منتقل شوند. پیش‌تقویت‌کننده‌ها سیگنال میکروفون را به سطح خط (یعنی سطح قدرت سیگنال مورد نیاز چنین دستگاه‌هایی) افزایش می‌دهند و در عین حال از نویز القایی جلوگیری می‌کنند که در غیر این صورت سیگنال را مخدوش می‌کند. برای بحث بیشتر در مورد سطح سیگنال، طبقه بهره را ببینید.
پیش‌تقویت‌کننده میکروفون در زبان محاوره‌ای پیش‌تقویت‌کننده میکروفون، پیش‌تقویت‌کننده مایک، مایک‌اَمپ، پیش‌تقویت‌کننده (با یک تقویت‌کننده کنترلی در تجهیزات بازتولید با کیفیت‌بالا اشتباه نشود)، پِری میکروفون و پِری گفته می‌شود.

## جزئیات فنی
ولتاژ خروجی در یک میکروفون دینامیکی ممکن است بسیار کم باشد، معمولاً در محدوده ۱ تا ۱۰۰ میکرو ولت. یک پیش‌تقویت‌کننده میکروفون این سطح را تا ۷۰ دسی‌بل، تا هرجایی تا ۱۰ ولت افزایش می‌دهد. این سیگنال قوی‌تر برای راه‌اندازی مدار متعادل‌سازی در یک صداآمیزی صوتی، برای ایجاد جلوه‌های صوتی خارجی، و جمع کردن با سیگنال‌های دیگر برای ایجاد یک ترکیب صوتی برای ضبط صدا یا برای صدای زنده استفاده می‌شود.

## توابع
علاوه بر ارائه بهره برای سیگنال میکروفون، یک پیش‌تقویت‌کننده میکروفون که در یک صداآمیزی صوتی یا به عنوان یک جزء مجزا یافت می‌شود، معمولاً برق میکروفون را در قالب برق فانتوم ۲۴ یا ۴۸ ولت تأمین می‌کند.

## مورد استفاده
میکروفون یک مبدل است و به همین دلیل منشأ بیشتر رَنگِش (به انگلیسی: coloration) یک صداآمیزی صوتی است. اکثر مهندسان صوت ادعا می‌کنند که یک پیش‌تقویت‌کننده میکروفون نیز بر کیفیت صدای یک صداآمیزی صوتی تأثیر می‌گذارد. یک پیش‌تقویت‌کننده ممکن است میکروفون را با امپدانس کم بارگذاری کند و میکروفون را مجبور کند سخت‌تر کار کند و بنابراین کیفیت تُن‌صدای آن را تغییر دهد. یک پیش‌تقویت‌کننده ممکن است با افزودن یک ویژگی متفاوت نسبت به پیش‌تقویت‌کننده‌های داخلی صداآمیز صوتی، رَنگِش را اضافه کند. برخی از میکروفون‌ها، برای مثال خازنی‌ها، باید همراه با یک پیش‌تقویت‌کننده تطبیق امپدانس برای عملکرد صحیح استفاده شوند.
برخی از پیش‌تقویت‌کننده‌ها به‌عنوان بخشی از نوار کانال وجود دارند که می‌تواند شامل انواع دیگری از دستگاه‌های ضبط صدا مانند فشرده‌سازها، متعادل‌ساز (EQ)، دروازه‌های نویز و افزایشگرها باشد.